# Ocellus Lucanus
Ocellus Lucanus (Kr. e. 1. század) római filozófus.
A püthagoreus filozófia követője volt, életének részletei teljesen ismeretlenek. Fennmaradt görög nyelvű műve, a „Peri thé tou panton thuszeón biblion" kétes hitelű, bár egyes kutatók elfogadják Ocellus szerzőségét. Sztobaiosz megőrizte egy töredékét a „Peri nomou" című művének is.